# Delia criniventris
Delia criniventris är en tvåvingeart som först beskrevs av Zetterstedt 1860.  Delia criniventris ingår i släktet Delia och familjen blomsterflugor. Arten är reproducerande i Sverige. Inga underarter finns listade i Catalogue of Life.